# Lemnalia cervicornis
Lemnalia cervicornis är en korallart som först beskrevs av May 1898.  Lemnalia cervicornis ingår i släktet Lemnalia och familjen Nephtheidae. Inga underarter finns listade i Catalogue of Life.